# Piper PA-30
Die Piper PA-30 und die PA-39 Twin Comanche sind weitgehend baugleiche zweimotorige Leichtflugzeuge des US-amerikanischen Flugzeugherstellers Piper Aircraft Corporation. Sie bieten Platz für vier bis sechs Personen.

## Geschichte
Die Twin Comanche ist die zweimotorige Variante der einmotorigen PA-24 Comanche. Die PA-30 wurde 1962 von Ed Swearingen entworfen, der zu jener Zeit ein Unternehmen führte, das sich auf den Umbau von Flugzeugen spezialisiert hatte. Der Erstflug fand am 7. November 1962 statt, die Auslieferung begann 1963. Der Antrieb bestand aus zwei Lycoming IO-320-Boxermotoren mit 120 kW Leistung. Anfangs gab es mehrere Unfälle durch Flachtrudeln nach Ausfall einer der Motoren, die jedoch nach konstruktiven Änderungen gelöst werden konnten.
1965 wurde die PA-30 B eingeführt, die sechs Sitze und zusätzliche Fenster aufwies. Dieses Modell wurde (wie alle folgenden Modelle) auch mit Turbolader-Motoren und Tip-Tanks angeboten. 1970 folgte die Version PA-30 C, die eine höhere Reisegeschwindigkeit erreichte und eine verbesserte Inneneinrichtung bot. Mit der PA-39 Twin Comanche C/R kam zusätzlich ein Modell mit gegenläufig drehenden Motoren auf den Markt.
Da die Twin Comanche zur gleichen Produktlinie gehörte wie die einmotorige Comanche, wurden beide Modellreihen 1972 gleichzeitig vom Markt genommen. Zuvor war die Produktionsstätte in Lock Haven durch eine Überschwemmung zerstört worden. Piper konzentrierte sich von nun an auf die Cherokee 140/180/235/Arrow-Familie, die durch die Seneca, eine zweimotorige Variante der Cherokee 6, ergänzt wurde. Die als Nachfolger der PA-39 vorgesehene Arapaho, die für 1973/74 angekündigt worden war, ist trotz erteilter Zulassung nie in Serie gegangen. Von den drei Prototypen ist ein Exemplar im flugfähigen Zustand erhalten geblieben.
Die Twin Comanche gilt als das verbrauchsgünstigste Flugzeug seiner Klasse. Die Tip-Tanks mitberechnet, kann sie 454 Liter Treibstoff mitführen. Im Vergleich zur Seminole bietet sie eine höhere Geschwindigkeit, eine höhere Zuladung, niedrigeren Verbrauch, eine höhere Steigleistung, erreicht eine größere Flughöhe und verursacht weniger Fluglärm.
Insgesamt wurde bis zum Ende der Produktion 1972 2.156 Maschinen gebaut.

## Technische Daten (PA-30)
| Kenngröße             | PA-30                                                | PA-30B                                               |
| --------------------- | ---------------------------------------------------- | ---------------------------------------------------- |
| Besatzung             | 1                                                    | 1                                                    |
| Passagiere            | 3                                                    | 5                                                    |
| Länge                 | 7,67 m                                               | 7,67 m                                               |
| Spannweite            | 10,97 m                                              | 11,21                                                |
| Höhe                  | 2,49 m                                               | 2,51 m                                               |
| Leermasse             | 1002 kg                                              | 1030 kg                                              |
| Startmasse            | 1633 kg                                              | 1690 kg                                              |
| Reisegeschwindigkeit  | 312 km/h                                             | 267 km/h                                             |
| Höchstgeschwindigkeit | 330 km/h                                             | 330 km/h                                             |
| Dienstgipfelhöhe      | 5670 m                                               | 6095 m                                               |
| Reichweite            | 2190 km (mit Tip-Tanks)                              | 1930 km                                              |
| Triebwerke            | zwei Boxermotoren Lycoming IO-320-B1 A mit je 120 kW | zwei Boxermotoren Lycoming IO-320-B1 A mit je 120 kW |